# Lessach
Lessach osztrák község Salzburg tartomány Tamswegi járásában. 2019 januárjában 552 lakosa volt. 

## Elhelyezkedése

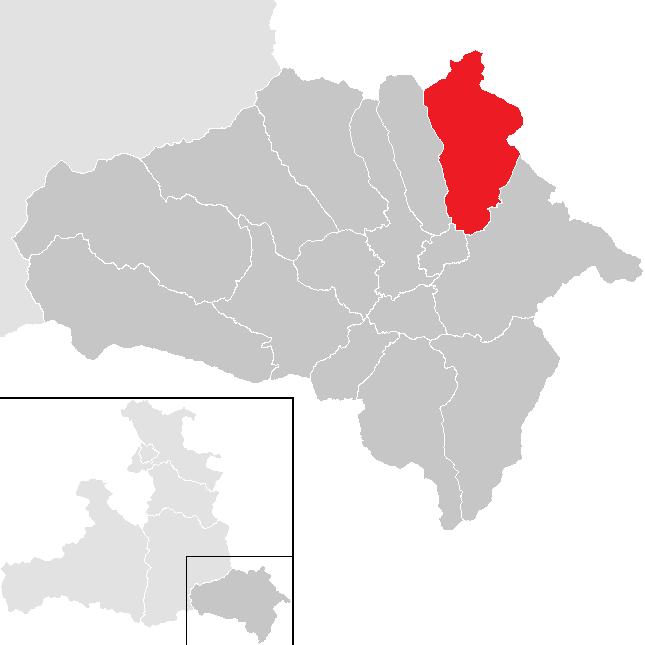
Lessach a Tamswegi járásban

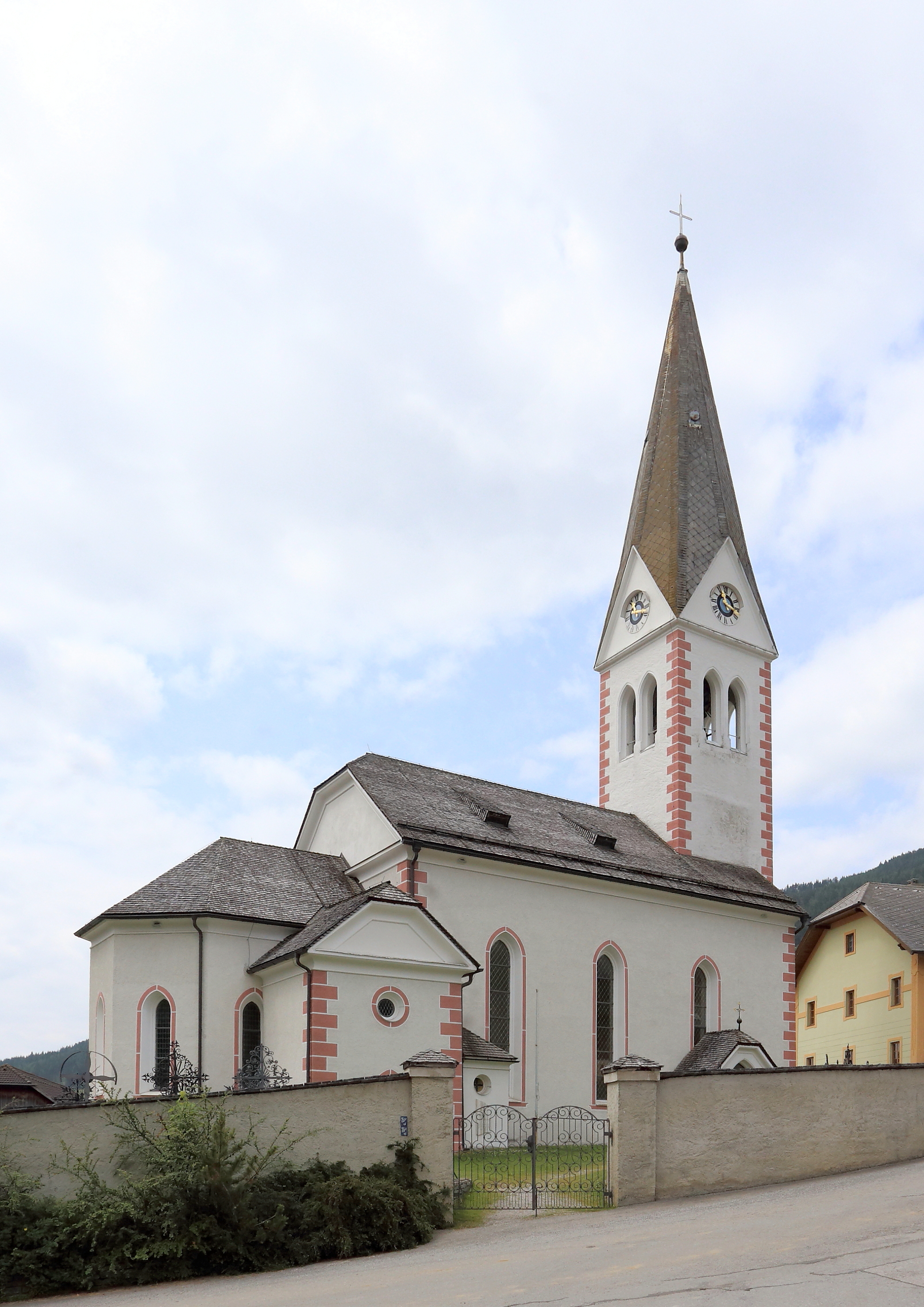
A Szt. Pál-plébániatemplom

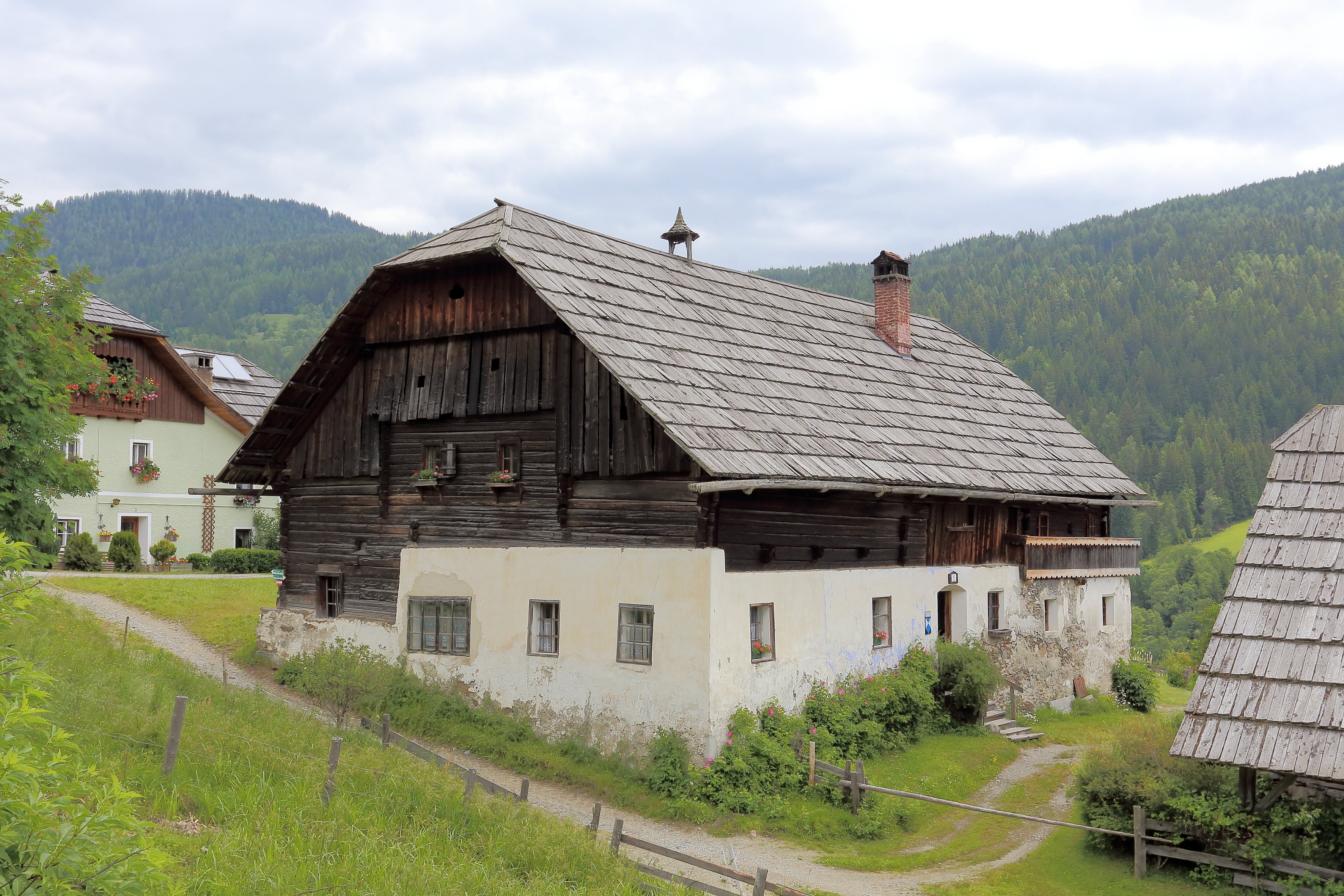
Hagyományos parasztház

Lessach Salzburg tartomány Lungau régiójában a Schladmingi-Tauern hegységben a Lessachbach folyó mentén fekszik. Az önkormányzat két falut egyesít: Lessach (434 lakos 2019-ben) és Zoitzach (118 lakos).
A környező önkormányzatok: délkeletre Tamsweg, délre Sankt Andrä im Lungau, nyugatra Göriach, északra Schladming, északkeletre Sölk, keletre Krakau (utóbbi három Stájerországban).

## Története
Lessach neve a szláv lesa (erdő) szóból származik. A lessachi völgy 1200 körül Albert von Heunburg gróf birtokában volt. 1239-ben a karintiai II. Hermann von Ortenburg örökölte a várat és a földbirtokot. A gróf három évvel később eladta Lessachot II. Eberhard von Regensberg salzburgi érseknek.
1908-ban egy tűzvészben elpusztult a templom, a plébánia, az iskola és a falu házainak nagy része.

## Lakosság
A lessachi önkormányzat területén 2019 januárjában 552 fő élt. A lakosságszám 1869 óta 5-600 körül mozog. 2017-ben a helybeliek 96,2%-a volt osztrák állampolgár; a külföldiek közül 3,1% a régi (2004 előtti), 0,5% az új EU-tagállamokból érkezett. 2001-ben a lakosok 99,5%-a római katolikusnak, 0,3% pedig felekezeten kívülinek vallotta magát. 
A lakosság számának változása:

| 2016 | 572 |
| 2018 | 555 |

## Látnivalók

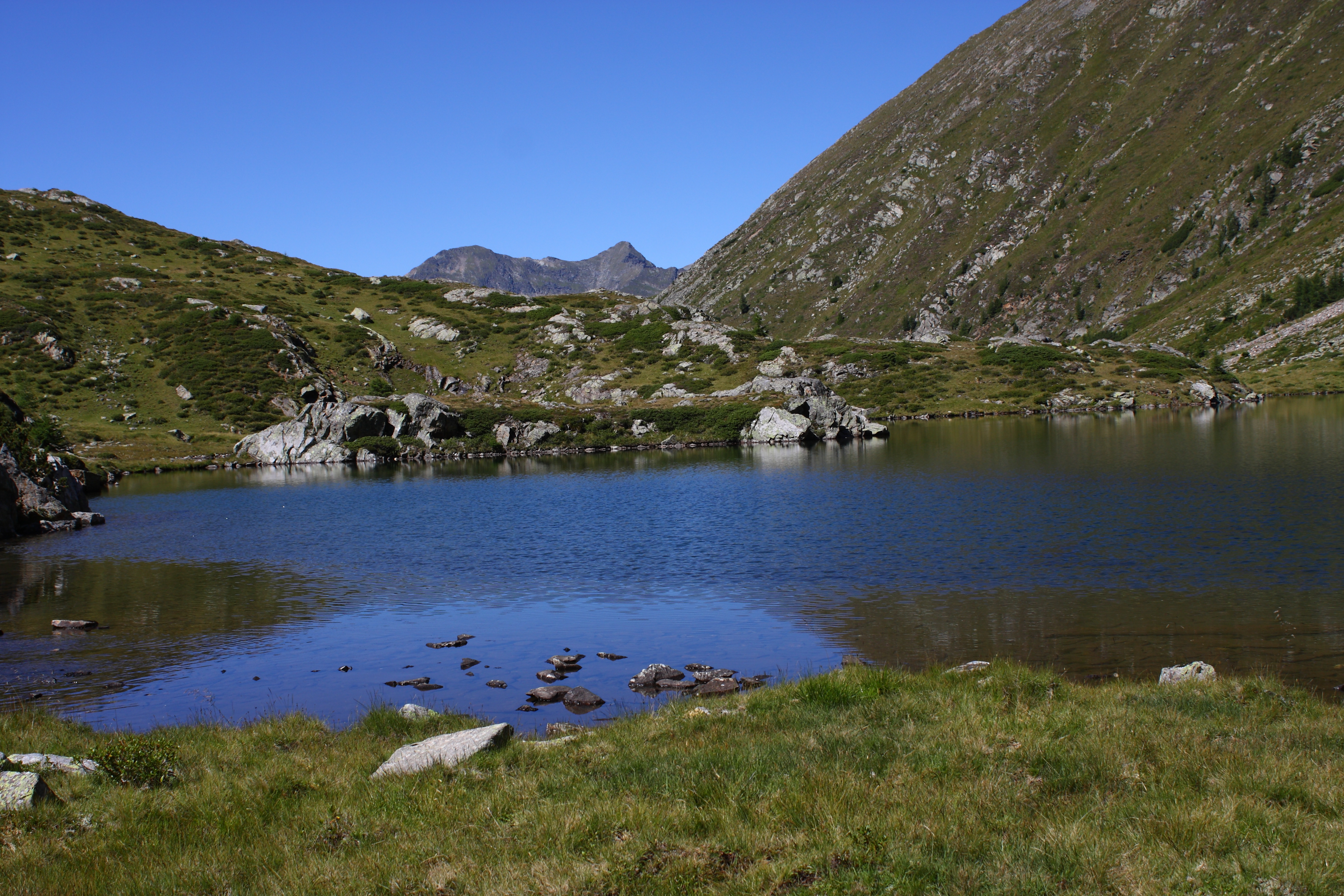
A Lindlsee

- Thurnschall várának romjai
- a Szt. Pál-plébániatemplom

## Fordítás
- Ez a szócikk részben vagy egészben  a   Lessach című német Wikipédia-szócikk ezen változatának fordításán alapul.  Az eredeti cikk szerkesztőit annak laptörténete sorolja fel. Ez a jelzés csupán a megfogalmazás eredetét és a szerzői jogokat jelzi, nem szolgál a cikkben szereplő információk forrásmegjelöléseként.